# الفرقة المسرحية بالشابة
أسست الفرقة المسرحية بالشابة في سبتمبر 1989 وتم تصنيفها ضمن الجمعيات الثقافية الفنية حيث تهدف إلى تعاطي المسرح بالدراسة والبحث وتطمح إلى رفع المستوى الثقافي للجماهير الشعبية حيث ساهمت خلال مسيرتها المحترمة في تكوين وصقل مواهب مجموعة من شبان الجهة وأصبح بعضهم من محترفي هذا الفن ونجومه.

## أهم الأعمال المسرحية

### مسرحيات موجهة للكهول
- كل واحد وحدوا (1992)
- وجيعة راس (1994)
- ذاكرة (1997)
- سكات الحيوط (1999)
- ورق خريف (2000)
- طيور الليل (2001)
- بروفة (2003)
- أنا...لا (2005)
- نو كبير (2007)
- مشوم الليلة (2009)
- كل واحد وحدوا (2016)

### مسرحيات مجهة للأطفال
- غلطة حسان (2002)
- عودة جحا (2003)
- أحلام جحا المتحضر (2006)
- عندما يحلم الأطفال (2008)
- كن صديقي (2010)

## أهم التظاهرات الثقافية
- ليالي رمضان بالشابة (14أوت - 18 أوت 2011)
- ملتقى الفنون البديلة بالشابة الدورة الأولى (28 جويلية - 31 جويلية 2012)
- ملتقى الفنون البديلة بالشابة الدورة الثانية (17 أوت - 19 أوت 2013)
- الملتقى الوطني للمسرحيين الهواة 1 - ميسرا تياترو 1 (23 مارس - 27 مارس 2013)
- الملتقى الوطني للمسرحيين الهواة 2 - ميسرا تياترو 2 (24 مارس - 29 مارس 2014)
- ميسرا تياترو 3 (23 مارس - 26 مارس 2016)